# Hate You (2NE1의 노래)
"Hate You"는 대한민국의 음악그룹 2NE1의 노래이다. 2NE1 2nd Mini Album의 수록곡으로 2011년 7월 21일 발매되었다. "Hate You"는 원래 "Fuck You"라는 제목으로 발매될 예정이었지만 부적절한 제목과 가사로 "Hate You"로 바꿔 공개했다. 프로듀서는 테디가 맡았으며, 뮤직비디오는 마리킴이 맡아 애니메이션 기법으로 만들었다.

## 배경
"Hate You"는 테디가 작곡했으며, 사실 2NE1의 첫 정규 앨범 To Anyone에 수록될 예정이었다. 그러나 당시 제목이 비속어인 "Fuck You"였기 때문에 제목과 가사를 수정해야 했고, 그 결과 "Hate You"로 바꿔 2NE1 2nd Mini Album에 수록하게 되었다.

## 뮤직비디오
"Hate You"의 뮤직비디오는 팝아티스트 디자이너 마리킴이 캐릭터 디자인을 맡았다. 뮤직비디오의 내용은 2NE1의 멤버를 모티브로 만든 4명의 캐릭터가 나와 한 명의 남자와 대결을 벌이는 내용으로 멤버들의 개성을 살렸다. 마리킴은 "2NE1의 비주얼을 살리면서 동시에 매력 포인트인 여전사의 이미지도 함께 드러날 수 있도록 신경을 썼다"고 말했다. "Hate You" 일본 버전 뮤직비디오에서는 남자가 괴물로 변해 원전을 폭발시키는 장면을 일부에서 괴물을 일본으로 비유하고 공장 폭발은 후쿠시마 제1 원자력 발전소 사고에 비유했다는 논란이 제기되었다.

## 차트
| 차트 (2011)                       | 최고 순위 |
| --------------------------------- | --------- |
| 대한민국 가온 디지털 종합차트     | 3         |
| 대한민국 가온 온라인 다운로드차트 | 1         |
| 대한민국 빌보드 K-Pop 핫100       | 3         |